# Лурд (фильм, 2009)
«Лурд» (фр. Lourdes) — французский фильм Джессики Хаузнер 2009 года.

## Сюжет
Парализованная Кристина, страдающая от рассеянного склероза, в составе группы инвалидов едет в город Лурд, место паломничества многих католических верующих. Многие из приезжающих сюда больных надеются на чудесное исцеление. Однажды утром Кристина просыпается здоровой. Верующие называют это чудом, медики отмечают, что при рассеянном склерозе бывают временные улучшения. Некоторые из других инвалидов начинают завидовать Кристине. А между тем у неё завязываются отношения со старшим группы паломников Куно.

## В ролях
| Актёр           | Роль         |
| --------------- | ------------ |
| Сильви Тестю    | Кристина     |
| Леа Сейду       | Мария        |
| Бруно Тодескини | Куно         |
| Элина Лёвенсон  | Сесиль       |
| Жилетт Барбье   | Миссис Хартл |
| Герхард Либманн | Отец Нигл    |
| Линде Прелог    | Миссис Хубер |
| Хайди Баратта   | Миссис Спор  |
| Оршойя Тот      |              |

## Награды и номинации
Согласно данным IMDb
| Дата | Премия                               | Категория                                                                               | Лауреаты и номинанты | Результаты |
| ---- | ------------------------------------ | --------------------------------------------------------------------------------------- | -------------------- | ---------- |
| 2009 | Варшавский кинофестиваль             | Гран-при                                                                                | Джессика Хаузнер     | Победа     |
| 2009 | Варшавский кинофестиваль             | Варшавская премия                                                                       | Джессика Хаузнер     | Победа     |
| 2009 | Viennale                             | Венская кинопремия                                                                      | Джессика Хаузнер     | Победа     |
| 2009 | 66-й Венецианский кинофестиваль      | Золотой лев                                                                             | Джессика Хаузнер     | Номинация  |
| 2009 | 66-й Венецианский кинофестиваль      | Приз Международной федерации кинопрессы (ФИПРЕССИ) за лучший фильм конкурсной программы | Джессика Хаузнер     | Победа     |
| 2009 | 66-й Венецианский кинофестиваль      | Приз Всемирной католической ассоциации по коммуникациям (SIGNIS)                        | Джессика Хаузнер     | Победа     |
| 2009 | 66-й Венецианский кинофестиваль      | Премия Серджио Трасатти                                                                 | Джессика Хаузнер     | Победа     |
| 2009 | 66-й Венецианский кинофестиваль      | Брайанская премия                                                                       | Джессика Хаузнер     | Победа     |
| 2010 | Премия Европейской киноакадемии      | Лучшая актриса                                                                          | Сильви Тестю         | Победа     |
| 2010 | Международный кинофестиваль RiverRun | Приз жюри                                                                               | Мартин Гшлахт        | Победа     |
| 2011 | Золотой жук                          | Лучший фильм на иностранном языке                                                       | Джессика Хаузнер     | Победа     |